# 切头山
切头山（韓語：절두산）是韓國首爾特別市麻浦區的一处天主教殉教圣地，山頂可俯瞰漢江的古渡口山坡，毗邻杨花津外国人圣教士墓园。山上設有殉教紀念館。

## 历史
1866年大院君掌权期间，禁止天主教在韩国传教，在此处死接受罗马天主教信仰的大约8000名韩国人。1966年丙寅迫害100周年之际，在此兴建纪念馆。1984年，教宗若望保禄二世访问了圣地。一年后真福加尔各答的德肋撒亦来访。纪念馆目前有约3000个遗骸。